# Wood Street Village
Wood Street Village – wieś w Anglii, w hrabstwie Surrey, w dystrykcie Guildford. Leży 46 km na południowy zachód od centrum Londynu. Miejscowość liczy 1718 mieszkańców.